# Acutisoma hamatum
Acutisoma hamatum is een hooiwagen uit de familie Gonyleptidae. De wetenschappelijke naam van Acutisoma hamatum gaat terug op Roewer.